# Льюис, Пол (хоккеист на траве)
Пол Сноуден Льюис (англ. Paul Snowden Lewis, 1 ноября 1966, Аделаида, Австралия) — австралийский хоккеист (хоккей на траве), полузащитник. Серебряный призёр летних Олимпийских игр 1992 года, бронзовый призёр летних Олимпийских игр 1996 года.

## Биография
Пол Льюис родился 1 ноября 1966 года в австралийском городе Аделаида.
Окончил среднюю школу Анли в пригороде Аделаиды Нетерби.
На юниорском уровне играл в хоккей на траве за «Форествилл» из Аделаиды, впоследствии за «Аделаиду», «Аделаида Хотшотс» и шотландский «Грэндж» из Эдинбурга.
В 1992 году вошёл в состав сборной Австралии по хоккею на траве на летних Олимпийских играх в Барселоне и завоевал серебряную медаль. Играл на позиции полузащитника, провёл 7 матчей, забил 3 мяча (по одному в ворота сборных Аргентины, Египта и Нидерландов).
В 1996 году вошёл в состав сборной Австралии по хоккею на траве на летних Олимпийских играх в Атланте и завоевал бронзовую медаль. Играл на позиции полузащитника, провёл 7 матчей, забио 1 мяч в ворота сборной Малайзии.
В течение карьеры провёл за сборную Австралии 207 матчей, забил 74 мяча.
По окончании игровой карьеры получил степень бакалавра права, занимается бизнесом и общественной деятельностью.